# Ипатьев, Виктор Александрович
Виктор Александрович Ипатьев (1942—2009) — белорусский учёный в области лесного хозяйства, почвоведения и радиоэкологии леса, академик Академии наук Белоруссии.

## Биография
Виктор Ипатьев родился 30 марта 1942 года в Омске. В 1965 году он окончил Белорусский технологический институт, после чего остался в нём преподавать, прошёл путь до должности заведующего кафедрой. В 1986 году Ипатьев защитил докторскую диссертацию. В 1989 году он был назначен директором Белорусского научно-исследовательского института лесного хозяйства (впоследствии — Институт леса Национальной академии наук Беларуси).
Являлся автором около 290 научных работ, в том числе 51 монографии в области повышения продуктивности лесов, оптимизации процесса минерального питания. Кроме того, его авторству принадлежат 22 патента на изобретения. В 1994 году Ипатьев был избран членом-корреспондентом, а в 1996 году — академиком Национальной академии наук Беларуси. Кроме того, в 1998 году он был избран иностранным членом Российской академии сельскохозяйственных наук. В 1997—2001 годах Ипатьев входил в Президиум Национальной академии наук Беларуси, в декабре 2000 — марте 2001 годов исполнял обязанности её Президента. Избирался членом Совета Республики Национального собрания Республики Беларусь и Парламентского Собрания Союза Белоруссии и России.
Умер 9 июня 2009 года, похоронен на Восточном кладбище Минска.

Могила В. А. Ипатьева на Восточном кладбище Минска.